# گابی سیلر
گابی سیلر (انگلیسی: Gabby Seiler؛ زادهٔ ۱۴ سپتامبر ۱۹۹۴) بازیکن فوتبال اهل ایالات متحده آمریکا است.
از باشگاه‌هایی که در آن بازی کرده‌است می‌توان به باشگاه فوتبال پورتلند تورنز اشاره کرد.
وی همچنین در تیم‌های ملی فوتبال United States women's national under-18 soccer team, United States women's national under-19 soccer team, United States women's national under-20 soccer team، و زیر ۲۳ سال زنان ایالات متحده آمریکا بازی کرده‌است.